# ژان د کاروژ
سر ژان د کاروژ چهارم (فرانسوی: Jean de Carrouges‎) شوالیهٔ فرانسوی بود که در ایالتی در نورماندی به‌عنوان واسال کنت پیر الانسون حکومت می‌کرد. وی همچنین تحت رهبری دریاسالار ژان د وین در چندین لشکرکشی علیه پادشاهی انگلستان و نیروهای امپراتوری عثمانی خدمت کرد. ژان بخاطر جنگیدن در یکی از آخرین محاکمه توسط مبارزه — که مجوز آن از سوی پادشاه فرانسه و پارلمان پاریس صادر شده بود — در فرانسه قرون وسطی به شهرت رسید. مجوز این مبارزه در سال ۱۳۸۶ با متهم‌کردن ژاک ل گریس به تجاوز به مارگارت دی تیبوویل توسط کاروژ صادر شد. این مبارزه با حضور پادشاه فرانسه، شارل ششم و خانواده‌اش و بسیاری از نجبا و اشراف بالا رتبه برگزار شد. علاوه بر اشراف هزاران نفر از مردم پاریس نیز برای مشاهده این مبارزه شرکت کردند که بعدها مورخانی همچون ژان فروآسار و ژان ژوونال دزورسن در آثار خود بدین حادثه پرداخته‌اند.
ژان د کاروژ در منابع تاریخی مردی تند و مزاجی توصیف شده‌است، با این حال وی به عنوان جنگجویی شجاع و سرسخت نیز شناخته می‌شود که پس از ۴۰ خدمت نظامی در نورماندی، اسکاتلند و مجارستان در نبرد نیکوپولیس کشته شد. وی همچنین در مسائل سیاسی دربار فرانسه نقش فعالی داشت؛ ابتدا در کاخ پیر الانسون در ارژانتان و سپس در دربار سلطنتی در پاریس به عنوان شوالیه‌ای افتخاری و محافظ سلطنتی. ژان کاروژ در طول زندگی خود به‌کرّات درگیر اختلافات حقوقی و مالی شد که خشم معاصرانش را برانگیخت. با این حال شاید حقیقت حوادثی او را به محاکمه توسط مبارزه در پاریس سوق داد مشخص نباشند اما پس از ۶۰۰ سال هنوز مورخان در حال بررسی این افسانه هستند.

## یادداشت
1. ↑  در واقع آخرین دوئل در سال ۱۵۴۷ به وقوع پیوست.